# Fiskebäck, Habo kommun
Fiskebäck är en bebyggelse i Habo socken i Habo kommun. Fiskebäck ligger vid Vätterns västra strand strax söder om centralorten Habo och norr om tätorten Bankeryd i Jönköpings kommun. SCB klassade orten som en småort mellan år 2000 och 2010 för att från 2015 räkna den som en del av tätorten Habo.
I Fiskebäck finns ett motell och Statoil, samt kapell och hamn. 
Före 1780 låg här ett kapell, Fiskebäcks kapell, som 1780 flyttades till Gustav Adolfs socken samtidigt som Fiskebäcks socken uppgick i Habo socken och Gustav Adolfs socken utbröts. Kapellet namnändrade samtidigt till  Gustav Adolfs kyrka. 
Ett nytt Fiskebäcks kapell byggdes 1939. Runt om kapellet finns flera gravar.

## Domsand
Domsand är en småbåtshamn som ligger strax söder om Fiskebäck. Halva hamnområdet ingår i Jönköpings kommun. Hamnen har ett hamnkontor och vid Domsand finns även en sandstrand där man kan bada i Vättern.